# Jerome Faist
Jérôme Faist (Genebra, 23 de janeiro de 1962) é um físico suíço, desde 2007 professor no Instituto de Eletrônica Quântica do Instituto Federal de Tecnologia de Zurique.
Recebeu o Prêmio Nacional Latsis de 2002 e o Prêmio Julius Springer de Física Aplicada de 2019.